# Live While We're Young
Singles de One Direction
More than This
(2012) Little Things
(2012)
Pistes de Take Me Home
Kiss You
(2)
Live While We're Young (Vivre tant que nous sommes jeune) est une chanson du groupe de boys band britannique One Direction sortie le 28 septembre 2012 sous le label Syco Records. 1er single extrait de leur deuxième album studio Take Me Home (2012), la chanson est écrite par Savan Kotecha, Rami Yacoub & Carl Falk.  
Cette chanson parle du fait de la joie d'être jeune, de faire la fête jeune, et de profiter de la vie à cette période. Après la mort tragique et prématuré de Liam Payne en 2024, membre du groupe, cette chanson prend une autre tournure aux yeux des fans. Celui-ci étant parti à l'âge de seulement 31 ans.  

## Formats et liste des pistes
- Téléchargement digital - EP[1]

1. Live While We're Young - 3:18
2. Live While We're Young (Dave Audé remix) - 5:40
3. Live While We're Young (The Jump Smokers remix) - 4:25
4. I Want (Live) - 3:06
5. Moments (Live) (Pre-order only) - 4:44

- CD single[2]

1. Live While We're Young - 3:18
2. I Want (Live) - 3:06

## Classement et certification
| Classement (2012)                 | Meilleure position |
| --------------------------------- | ------------------ |
| Australie (ARIA)                  | 2                  |
| Autriche (Ö3 Austria Top 40)      | 8                  |
| Belgique (Ultratop 40) (Flandre)  | 7                  |
| Belgique (Ultratop 40) (Wallonie) | 19                 |
| Canada (Canadian Hot 100)         | 2                  |
| Tchéquie (IFPI Rádio)             | 9                  |
| Allemagne (Media Control AG)      | 22                 |
| Hongrie (Single Top 40)           | 2                  |
| Irlande (IRMA)                    | 1                  |
| Italie (FIMI)                     | 10                 |
| Japon (Japan Hot 100)             | 5                  |
| Pays-Bas (Mega Single Top 100)    | 3                  |
| Nouvelle-Zélande (RIANZ)          | 1                  |
| Norvège Norwegian Singles Chart   | 11                 |
| Écosse (OCC)                      | 2                  |
| Slovaquie (IFPI Rádio)            | 35                 |
| Espagne (Promusicae)              | 4                  |
| Suède (Sverigetopplistan)         | 23                 |
| Suisse (Schweizer Hitparade)      | 7                  |
| Royaume-Uni (UK Singles Chart)    | 3                  |
| États-Unis Billboard Hot 100)     | 3                  |
| États-Unis Pop Songs (Billboard)  | 16                 |

| Pays             | Organisme    | Certification | Ventes    |
| ---------------- | ------------ | ------------- | --------- |
| Australie        | ARIA         | 2 × Platine   | 140,000   |
| Canada           | Music Canada | Platine       | 80,000    |
| Danemark         | IFPI         | Platine       | 30 000    |
| Italie           | FIMI         | Or            | 15 000    |
| Nouvelle-Zélande | RIANZ        | Platine       | 15,000    |
| Suède            | GLF          | Or            | 20 000    |
| États-Unis       | RIAA         | Platine       | 1,000,000 |

## Historique de sortie
| Pays             | Date              | Format                 | Label                    |
| ---------------- | ----------------- | ---------------------- | ------------------------ |
| Monde            | 24 septembre 2012 | Airplay                | Sony Music Entertainment |
| Australie        | 28 septembre 2012 | Téléchargement digital | Sony Music Entertainment |
| Autriche         | 28 septembre 2012 | Téléchargement digital | Sony Music Entertainment |
| Belgique         | 28 septembre 2012 | Téléchargement digital | Sony Music Entertainment |
| Finlande         | 28 septembre 2012 | Téléchargement digital | Sony Music Entertainment |
| Allemagne        | 28 septembre 2012 | Téléchargement digital | Sony Music Entertainment |
| Irlande          | 28 septembre 2012 | Téléchargement digital | Sony Music Entertainment |
| Italie           | 28 septembre 2012 | Téléchargement digital | Sony Music Entertainment |
| Luxembourg       | 28 septembre 2012 | Téléchargement digital | Sony Music Entertainment |
| Nouvelle-Zélande | 28 septembre 2012 | Téléchargement digital | Sony Music Entertainment |
| Pays-Bas         | 28 septembre 2012 | Téléchargement digital | Sony Music Entertainment |
| Norvège          | 28 septembre 2012 | Téléchargement digital | Sony Music Entertainment |
| Suède            | 28 septembre 2012 | Téléchargement digital | Sony Music Entertainment |
| Suisse           | 28 septembre 2012 | Téléchargement digital | Sony Music Entertainment |
| Mexique          | 30 septembre 2012 | Téléchargement digital | Sony Music Entertainment |
| Royaume-Uni      | 30 septembre 2012 | Téléchargement digital | Sony Music Entertainment |
| États-Unis       | 1er octobre 2012  | Téléchargement digital | Sony Music Entertainment |
| Canada           | 1er octobre 2012  | Téléchargement digital | Sony Music Entertainment |
| Espagne          | 2 octobre 2012    | Téléchargement digital | Sony Music Entertainment |
| Monde            | 9 octobre 2012    | CD single              | Sony Music Entertainment |